# 현송희
현송희(玄松姬)는 대한민국의 아나운서다.

## 학력
- 제주동중학교 졸업
- 신성여자고등학교 졸업
- 제주대학교 독어독문학과 졸업

## 경력
- 2001년 ~ : KBS 제주방송총국 아나운서부 아나운서

## 방송 경력
현재 진행 프로그램
- 1R 제주포커스 제작
- 1TV 930 뉴스 제주
- 1R 살앙조은 제주 진행

TV
- KBS 뉴스 9 제주
- 제주 스페셜
- 다큐 제주 7300
- 제주 이야기 마당
- 전국은 지금
- 제주 열려라 동요세상
- 6시 내고향
- KBS 뉴스광장 (매주 월-금,7:35~7:45) (진행 현송희)
- 생생 3道 (금,17:30~18:00) (진행 한승훈, 고새롬)
- KBS 뉴스 7 (금,19:30~19:40) (진행 현송희)
- UHD 다큐멘터리 색, 다른 섬 - 내레이션
- 생방송 제주가 보인다

라디오
- radio 아침을 달린다
- 제주 문화광장
- KBS 제1라디오 정오종합뉴스(보도, 월-금,12:15~12:20/토-일,12:05~12:10)(진행 현송희)